# Hippolyte Passy

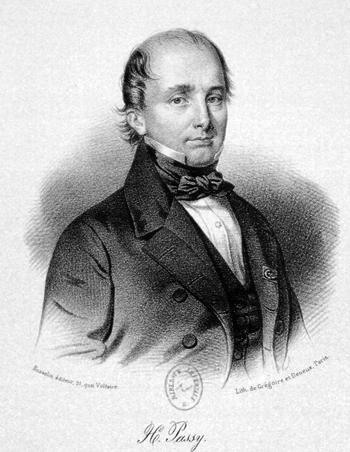
Passy, Hippolyte

Hippolyte Passy (* 16. Oktober 1793 in Garches (im heutigen Département Hauts-de-Seine); † 1. Juni 1880 in Paris) war ein französischer Politiker und Nationalökonom.

## Leben
Hippolyte Passy ging zum Militär, trat 1809 in die Kavallerieschule von Saumur ein, nahm seit 1812 an den letzten Kriegen Napoleons teil, wurde aber 1815 nach der Schlacht bei Waterloo und dem damit verbundenen endgültigen Sturz des Französischen Kaiserreichs mit dem Grad eines Husarenleutnants verabschiedet. Später begann er sich für Politik zu interessieren, näherte sich der liberalen Opposition und wurde Mitarbeiter bei mehreren Blättern sowie Mitbegründer des National.
Passy begann seine politische Laufbahn erst nach der Julirevolution von 1830. In diesem Jahr wurde er für Louviers in die Deputiertenkammer gewählt und zeichnete sich bald durch große Sachkenntnis in den Budgetverhandlungen von 1831 und 1832 so aus, dass er fast ständiges Mitglied in den Kommissionen zur Prüfung der Finanzvorschläge war. Als Nationalökonom der politischen linken Mitte schloss er sich der Tierspartei an, in der er für einen der besten Redner galt. Als diese Mittelparte 1834 zur Opposition übertrat und König Louis-Philippe I. sich genötigt sah, das neue Ministerium aus den Halbliberalen zu wählen, wurde Passy am 10. November 1834 Finanzminister des vom Herzog von Bassano geführten Kabinetts. Er musste jedoch mit seinen Kollegen, da der König ihnen nicht nachgeben wollte und sie ihm Festigkeit entgegensetzten, bereits nach acht Tagen wieder seinen Vorgängern weichen. Im Dezember 1834 wurde er zum Vizepräsidenten der Deputiertenkammer gewählt und behielt diese Funktion, nur durch seine Amtszeiten als Minister unterbrochen, bis 1839. Er näherte sich dem Hof 1835 mehr an und stimmte in diesem Jahr mit seinem Parteigenossen Sauzet für die Septembergesetze.
Am 22. Februar 1836 brachte Adolphe Thiers mit Hilfe der Tierspartei ein Kabinett zustande, in dem Passy das Portefeuille des Handels und Baus übernahm. Aber schon im August 1836 dankten sämtliche Minister ab, da sie sich vom König in den spanischen Angelegenheiten kompromittiert sahen. In der Deputiertenkammer hielt sich Passy nun zur Koalition Thiers’, die den Sturz des Ministeriums Molé betrieb. Als dieser jedoch 1839 durchgesetzt wurde, trennte er sich von der Koalition und suchte im Sinne des Hofes ein Ministerium aus seinen Freunden zu bilden, was jedoch misslang. Am 14. April 1839 übernahm er die Präsidentschaft der Deputiertenkammer und brachte am 12. Mai 1839 ein aus den verschiedensten Elementen gebildetes Kabinett zustande, dessen eigentliches Haupt er mit dem Portefeuille der Finanzen war, während der Marschall Soult als Minister des Auswärtigen an der Spitze stand. Die Niederlage, die dieses Ministerium im Februar 1840 mit der beantragten Dotation des Herzogs von Nemours in der Deputiertenkammer erlitt, führte am folgenden 1. März seinen Sturz herbei. Seitdem gehörte Passy der Opposition an, bis er am 16. Dezember 1843 zum Pair von Frankreich erhoben wurde. 1838 war er anstelle des verstorbenen Talleyrand Mitglied der Académie des sciences morales et politiques geworden, und am 24. April 1845 erfolgte seine Ernennung zum Kommandeur der Ehrenlegion.
Trotz seiner Oppositionsrolle während der späteren Herrschaft des Königs Louis-Philippe I. wurde Passy 1848 nicht in die verfassunggebende Nationalversammlung gewählt, dagegen von Louis-Napoléon Bonaparte am 20. Dezember 1848 zum Finanzminister im von Odilon Barrot geführten Kabinett ernannt. In dieser Eigenschaft lehnte er die Senkung der Salzsteuer ab und schlug zur Deckung des Budgetdefizits von 1850 Steuerzuschläge auf Schenkungen, Erbschaften und Güter der Toten Hand sowie die Wiedereinführung der Getränkesteuer vor. Am 13. Mai 1849 wurde er gleichzeitig in den Départements Eure und Seine als Deputierter in die gesetzgebende Versammlung gewählt; er entschied sich für Ersteres. Bei der Regierungsumbildung vom 2. Juni 1849 blieb er auf seinem Posten, trat diesen aber am 31. Oktober 1849 an Achille Fould ab. In der gesetzgebenden Versammlung wurde Mitglied mehrerer Kommissionen, stimmte im Juli 1851 für die Verfassungsrevision, war Berichterstatter über das Budget von 1852 und wurde in die Permanenzkommission gewählt. Nach dem Staatsstreich Louis-Napoléon Bonapartes vom 2. Dezember 1851 zog er sich vom politischen Leben zurück und widmete sich wirtschaftspolitischen Arbeiten. Er starb am 1. Juni 1880 im Alter von 86 Jahren in Paris.

## Werke
- De l’aristocratie dans ses rapports avec les progrès de la civilisation, Paris 1826
- Des systèmes de culture et de leur influence sur l’économie sociale, Paris 1846,  2. Auflage 1853
- Des causes de l’inégalité des richesses, Paris 1848
- Des formes de gouvernement et de lois qui les régissent, 1872
- Histoire et les sciences sociales et politiques, 1879